# Shorter
Shorter város az USA Alabama államának Macon megyéjében. Lakosainak száma 385 fő (2020. április 1.).

## Népesség
A település népességének változása:

| 2010 | 474 |
| 2020 | 385 |